# Bothrioplana semperi
Bothrioplana semperi is een platworm (Platyhelminthes). De worm is tweeslachtig.
Het geslacht Bothrioplana, waarin de platworm wordt geplaatst, wordt tot de familie Bothrioplanidae gerekend. De wetenschappelijke naam van de soort werd voor het eerst geldig gepubliceerd in 1881 door Braun.